# ON8+1
ON8+1（オンパチ プラス ワン）は、2005年4月から2020年3月までbayfmで放送された生放送のラジオ番組。2019年4月からは「キラリ!、音楽発見!」のキャッチコピーがついていた。

## 概要
2014年3月31日までは「ON8」として放送されていて、放送時刻は月曜日 - 木曜日通して20:00からであるが、終了時刻は火曜日のみ20:58で、それ以外の曜日は21:25となっていた。木曜日は21:30以降も放送していた時期もあった。「J-POPバラエティ」を銘打つ音楽番組。2010年2月1日で放送1000回を迎えた。
2014年4月改編で、「ON8」の後に放送されていた「INTER X-PRESS」が月曜日 - 水曜日の19:00 - 20:52へ枠移動＆放送時間拡大となったため、放送時間が1時間繰り下げされ、21:00 - 22:24（水曜日は22:00 - 22:30の間に別番組放送のため中断の上22:54）までの放送に変更され、番組名も「ON8+1」に変更となった。また、「J-POP GOLD」の放送開始のため、木曜日の放送がなくなった。
2015年4月改編で、水曜日も22:24までの放送に短縮され、月曜日 - 水曜日の21:00 - 22:24となった。
2016年4月改編で、木曜日の放送が2年ぶりに復活した。
2020年3月2日の番組冒頭で、2020年3月いっぱいの番組終了が発表され、同月31日放送をもって15年の歴史に幕を閉じた。

## 出演者

### パーソナリティ
- 野呂佳代[注 2] - 月曜日担当DJ（2010年4月5日 - 2020年3月30日）
- 佐藤満春（どきどきキャンプ） - 火曜日担当DJ（2016年4月5日 - 2020年3月31日、火曜日の構成作家も兼任） - 佐藤は公式でおひさま（アイドルグループ日向坂46のファンの総称）であり、日向坂メンバーと縁のあるゲストを迎えたり、メンバーを迎えたりした際は日向坂のメンバーが当番組にメールを投稿していたりもした。（特に松田好花と富田鈴花）
- 宮崎美穂（AKB48） - 水曜日担当DJ（2016年4月6日 - 2020年3月25日）

2018年4月から9月の間は、自身のスケジュールの都合で、他のAKB48メンバーが担当する週があった（後述）
- 八代拓 - 木曜日担当DJ（2018年4月5日 - 2020年3月26日）

### コーナー担当
- イマヤス - 不定期でイントロクイズ担当DJ

### 過去のパーソナリティ
- 古川恵実子 - DJ（2005年4月4日 - 2010年3月31日）
- 真木ひろか - 火曜日 - 木曜日担当DJ（2010年4月1日 - 2011年9月28日 番組ジングルに合わせ『bayfm JO-SHOW! ON8』ということが多かった）
- 鮎河ナオミ - 火曜日担当DJ（2011年10月4日 - 2013年3月26日）、水曜担当DJ（2011年10月5日 - 2012年3月28日）
- 川島夏季 - 水曜日9時台「ON8レボリューション ASIA」担当DJ（2010年 - 2014年3月）
- 清浦夏実 - 水曜日9時台「ON8レボリューション PARK」担当DJ（2010年 - 2014年3月）
- 淡輪優希 - 火曜日担当DJ（2013年4月2日 - 2016年3月29日）
- さな - 水曜日担当DJ（2011年10月13日 - 2016年3月30日）※2011年10月 - 2014年3月は木曜日担当。水曜日担当は2012年4月から担当。
- 五明拓弥（グランジ） - 木曜日担当DJ（2016年4月7日 - 2018年3月29日）

宮崎美穂休演時のパーソナリティ（2018年4月 - 9月）
- 大家志津香（AKB48） - 2018年4月11日、5月9日・23日、7月11日・25日、8月15日 - 29日、9月12日
- 岡田奈々（AKB48/STU48） - 2018年4月18日

## コーナー
月曜日・火曜日・木曜日は不定期でゲストが、水曜日はAKB48メンバー3人がゲスト出演する（後述）。2016年3月以前はほぼ毎回ゲストが出演していて、特にハロー!プロジェクトがゲスト出演する際は「永遠にハロプロ贔屓」「はっきり言ってハロプロ贔屓」、AKB48が出演する際は「圧倒的AKB48宣言」をキャッチフレーズとしていた。火曜日は主に前半（21:00 - 22:00）が生ゲスト、後半（22:00 - 22:24）にもゲストが出演する場合があった。
柱NIGHT! with AKB48
2006年11月6日 - 2020年3月25日、水曜日21:30頃 - 21:57（2014年3月までは月曜日20:50頃 - 21:25、2014年4月 - 2016年3月までは月曜日21:15頃 - 21:50頃）。AKB48がレギュラー出演する番組（コーナー）としてはテレビ・ラジオを通じて最も長く続いた。
放送日が水曜日に移って宮崎がDJとなった2016年4月頃からは「女子だらけ、男の子には秘密ちゃんトークショー」というサブタイトルがついている。
このコーナーが始まる前の2006年10月に、bayfmでは当時のAKB48のメンバー全員と、プロデューサーの秋元康をゲストに迎えた特別番組『bayfm meets AKB48』を放送していて、このコーナーはそれをレギュラー化したものである。
AKB48メンバーが毎週交替で3名登場する。放送時間帯の関係上、出演メンバーは原則として16歳以上のメンバーとなっている。2013年3月まで放送されていた『RADIO SURPRISE!!』では、曜日別コーナー「アイダ設計 SWEET HOME STYLE」の直前に出演メンバーが放送されていた。
2014年3月までは、パワーウィークやCD発売時などは、20:00からスペシャルで放送することがあった。また、AKB48メンバーが出演できない場合など、まれにSDN48メンバーが登場することがあった。
本コーナーは「ON8+1」番組終了後の2020年4月からは、同じタイトルの単独番組（毎週日曜 23:00 - 24:00、2020年4月5日 - ）として継続されている。

### 過去のコーナー
イントロクイズグランプリ
予選が開かれ、本戦が生放送される。サポートDJとしてイマヤスが登場。「ON8+1」への改題後は交通情報 (Traffic Updates) が放送されなくなったが、古川時代は20:15頃、20:45頃、21:15頃に放送されており、イントログランプリの途中でTraffic Updatesの時間が来た場合には、JARTICの担当者を呼ぶときに、古川の「せーの」のかけ声の後、出場者が全員でその担当者の名前を呼ぶことがあった。
ON8 レボリューション
改題前、水曜日の21時台に放送されていたコーナー。隔週でテーマが異なる。
ON8 レボリューションASIA
主にK-POPアーティストなど、アジアで活躍するアーティストをテーマしたコーナー。
ON8 レボリューションPARK
主にアニメソング歌手や声優も取り上げられることが多い。
アイドル山
2013年5月から2016年3月まで水曜日22:00 - 22:24（2014年3月までは木曜日21:00〜21:20、2014年4月 - 2015年3月は水曜日22:30 - 22:54）に放送されていたアイドルのゲストコーナー。番組が18歳未満のメンバーがいるアイドルをピックアップすることもあるため、録音でのオンエアも多かった。
野呂対談
2014年4月から2016年3月までの月曜日22:00 - 22:24に放送されていたコーナー。野呂がゲストを迎えて対談するコーナーで、1組につき複数回に分けて放送した。21:00 - 22:00の『柱NIGHT! with AKB48』のパートが原則生放送で行われるのに対し、このパートは録音放送だった。

## その他
bayfmの生放送ワイド番組としては珍しく2012年9月頃まで、auの有料サービス「LISMO WAVE」では、音楽アーティスト等を多く扱う番組であるため放送権利の都合上当番組を聞くことができなかったが、火曜日から木曜日までの放送については2012年10月頃から、月曜日の放送については2013年2月頃から配信されている。